# 约翰·福布斯
约翰·福布斯（英語：John Forbes，1970年1月29日—），澳大利亚男子帆船运动员。他曾代表澳大利亚参加1992年、2000年和2004年夏季奥林匹克运动会帆船比赛，获得一枚银牌和一枚铜牌。